# 富山県道14号黒部宇奈月線
富山県道14号黒部宇奈月線（とやまけんどう14ごう くろべうなづきせん）は、富山県黒部市を通る県道（主要地方道）である。

## 概要
黒部市街と宇奈月温泉を結んでおり、宇奈月温泉への大動脈となっている。

### 路線データ
- 起点：富山県黒部市三日市（富山県道124号本野三日市線交点）
- 終点：富山県黒部市宇奈月温泉（富山県道13号朝日宇奈月線交点）

#### バイパス
- 荻生新堂 - 若栗間のバイパス（黒部宇奈月温泉駅へのアクセス道路、暫定2車線、一部4車線。2000年度より事業着手し、2014年（平成26年）11月26日に開通）[1]。
- 若栗中坪 - 浦山大橋間のバイパス（1.4km、1982年（昭和57年）4月着工、1988年（昭和63年）7月15日開通）[2]

## 歴史
- 1956年（昭和31年） - 1957年（昭和32年）頃 - 黒部市荻生飯村 - 森内間が直線化された[3]。
- 1969年（昭和44年） - 昭和天皇巡幸を機に富山地方鉄道本線との跨線橋が完成[4]。
- 1982年（昭和57年）までに、当時は東山幹線農道と呼ばれていた区間が、ダム工事車両専用道路として使用するための拡幅工事が完成した[5]。
- 1983年（昭和58年）3月28日 - 宇奈月トンネル供用開始[6]。
- 1984年（昭和59年） - 池野原跨線橋着工[7]。
- 1988年（昭和63年）
  - 7月15日 - 宇奈月町内の現在のルートが開通[8][2]。
  - 9月 - 全線開通[8]。
- 1992年（平成4年）7月2日 - 池野原跨線橋開通式[7]。
- 1993年（平成5年）5月11日 - 建設省から、県道黒部宇奈月線が黒部宇奈月線として主要地方道に指定される[9]。
- 2000年（平成12年）度 - 荻生新堂 - 若栗間のバイパスが事業着手[1]。
- 2014年（平成26年）11月26日 - 荻生新堂 - 若栗間のバイパスが開通[1]。
- 2017年（平成29年）4月 - バイパスに並行する荻生 - 若栗間の旧道が黒部市に移管され、市道荻生若栗線となった[10]。
- 2025年（令和7年）3月18日 - 若栗のバイパス (600 m) が開通[11]。

## 路線状況

### 重複区間

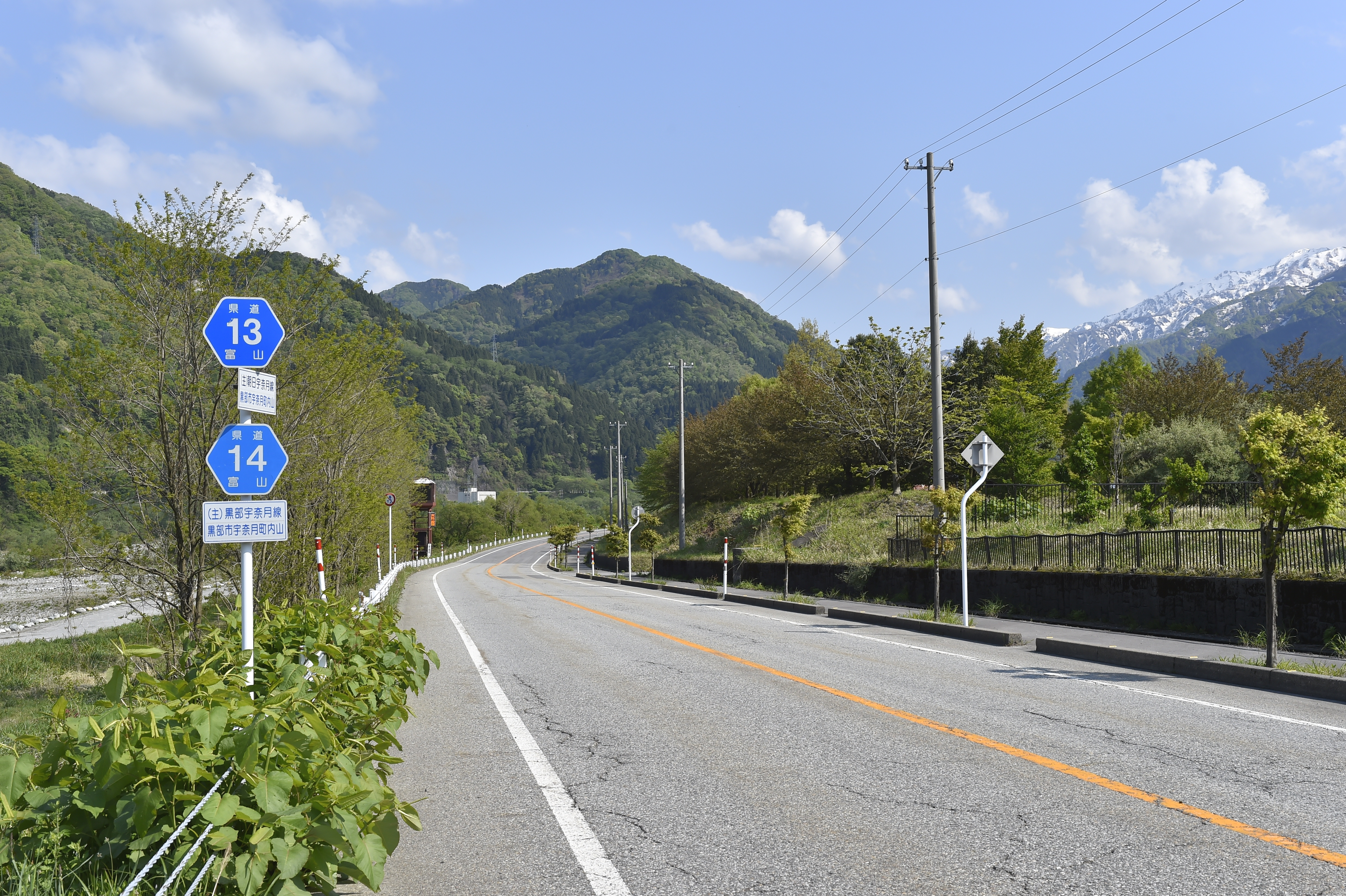
富山県道13号朝日宇奈月線と
富山県道14号黒部宇奈月線の重複区間（黒部市宇奈月町内山、2022年5月）

- 富山県道150号魚津入善線（黒部市荻生・荻生交差点 - 黒部市荻生・新堂交差点）
- 富山県道13号朝日宇奈月線（黒部市宇奈月町下立 - 黒部市宇奈月町内山）

## 地理

### 通過する自治体
- 黒部市

### 交差する道路
- 富山県道124号本野三日市線（黒部市三日市、起点）
- 富山県道150号魚津入善線（黒部市荻生・荻生交差点）
- 富山県道150号魚津入善線（黒部市荻生・新堂交差点）
- 富山県道364号若栗前沢線（黒部市若栗・舌山交差点）
- 富山県道53号若栗生地線（黒部市若栗・中坪交差点）
- 新川広域農道
- 富山県道13号朝日宇奈月線（黒部市宇奈月町下立）
- 富山県道13号朝日宇奈月線（黒部市宇奈月町内山）
- 富山県道13号朝日宇奈月線（黒部市宇奈月温泉、終点）

### トンネル
- 愛本トンネル
- 宇奈月トンネル

### 沿線にある施設など
- 富山銀行黒部支店
- 北陸新幹線黒部宇奈月温泉駅
- トヨックス宇奈月工場
- 大阪屋ショップ宇奈月店
- コメリハート&グリーン宇奈月店
- 黒部市農業協同組合
  - 東部支店
  - アグリプラザ東店
- ファミリーマート黒部宇奈月店
- 黒部市立宇奈月小学校
- 道の駅うなづき
  - うなづき友学館（黒部市立図書館宇奈月館）
- 新川地域消防組合宇奈月消防署
- 黒部市役所宇奈月市民サービスセンター（旧宇奈月町役場）
- うちやま公園
- さとのや烏帽子山荘
- ローソン宇奈月温泉店
- 富山地方鉄道本線宇奈月温泉駅